# Тартано
Та̀ртано (на италиански: Tartano, на западноломбардски: Tàrten, Тартен) е село и община в Северна Италия, провинция Сондрио, регион Ломбардия. Разположено е на 1210 m надморска височина. Населението на общината е 190 души (към 2011 г.).